# Spinell
Der Spinell (Magnesiospinell) ist ein häufig vorkommendes Mineral aus der Mineralklasse der „Oxide und Hydroxide“ mit der Endgliedzusammensetzung MgAl2O4 und ist damit chemisch gesehen ein Magnesium-Aluminat. 
Spinell kristallisiert im kubischen Kristallsystem. Die Spinellstruktur gehört zu den wichtigsten und häufigsten Strukturtypen, in der neben ihm noch 30 weitere bekannte Minerale kristallisieren. Spinell ist daher auch Namensgeber für die von der International Mineralogical Association (IMA) neu definierte Spinell-Supergruppe.
Spinell entwickelt überwiegend oktaedrische, selten auch dodekaedrische und würfelige Kristalle und Zwillinge, die bis zu 30 Zentimeter groß werden können. Er kommt aber auch in Form körniger bis massiger Mineral-Aggregate vor. Aufgrund von Mischkristallbildung und häufiger Fremdbeimengungen verschiedener Metallionen wie Eisen, Chrom, Zink, Cobalt oder Mangan sind natürliche Spinelle von großer Farbenvielfalt. Da klare und durchsichtige Spinelle zudem auf polierten Oberflächen einen starken, glasähnlichen Glanz aufweisen und aufgrund ihrer großen Mohshärte von 8 relativ unempfindlich gegenüber Beschädigungen sind, zählen diese sogenannten „Edelspinelle“ zu den wertvollen Edelsteinen.
Viele Farbvarietäten werden inzwischen synthetisch hergestellt und dienen neben der Verwendung als Schmuckstein auch als Grundstoff für Technische Keramiken und Pigmente wie beispielsweise Thénards Blau als synthetischer Cobaltspinell.

## Etymologie und Geschichte
Die Namensherkunft ist nicht vollständig geklärt. Es wird allerdings vermutet, dass er ursprünglich aus dem altgriechischen σπίν(ν)ος [spín(n)os] für „Funke“ bzw. „funkeln“ stammt und damit auf seinen Glanz hinweist oder sich in Bezug auf die typischen dornartigen, scharfkantigen Kristalloktaeder aus dem lateinischen spina, spinus oder spinula für „Dorn“ oder „Zapfen“ bzw. spinella für „Dörnchen“ bzw. „kleiner Dorn“ entwickelt hat.
Der Name Spinell ist in verschiedenen Schreibweisen im europäischen Raum mindestens seit dem 16. Jahrhundert überliefert, so unter anderem als Spynell in England (1528), als Spinella durch Georgius Agricola (1546) und als Spinellus durch Anselmus de Boodt (1609). Ähnlich wie die seit der Antike bekannte Bezeichnung Karfunkel bzw. Karfunkelstein bezeichnete Spinell allerdings nicht speziell das heute als Magnesio- bzw. Edelspinell bekannte Mineral, sondern allgemein rote Edelsteine in jeder Schattierung von Hochrot über Rotviolett (Hyazinthfarben) bis Gelblichweiß bzw. Weißlichgelb. Erst um 1800 erkannte man einerseits, dass der rote Rubin und der blaue Saphir nur Farbvarietäten desselben Minerals Korund und andererseits der Spinell sowie die farblich und kristallographisch ähnlichen Minerale der Granatgruppe eigene Mineralarten bilden und lernte, sie zu unterscheiden.
Da der Spinell bereits lange vor der Gründung der International Mineralogical Association (IMA) bekannt und als eigenständige Mineralart anerkannt war, wurde dies von ihrer Commission on New Minerals, Nomenclature and Classification (CNMNC) übernommen und bezeichnet den Spinell als sogenanntes „grandfathered“ (G) Mineral. Die seit 2021 ebenfalls von der IMA/CNMNC anerkannte Kurzbezeichnung (auch Mineral-Symbol) von Spinell lautet „Spl“.

## Klassifikation
In der strukturellen Klassifikation der International Mineralogical Association (IMA) ist Spinell Namensgeber der Spinell-Supergruppe, wo er zusammen mit Chromit, Cochromit, Coulsonit, Cuprospinell, Dellagiustait, Deltalumit, Franklinit, Gahnit, Galaxit, Guit, Hausmannit, Hercynit, Hetaerolith, Jakobsit, Maghemit, Magnesiochromit, Magnesiocoulsonit, Magnesioferrit, Magnetit, Manganochromit, Thermaerogenit, Titanomaghemit, Trevorit, Vuorelainenit und Zincochromit die Spinell-Untergruppe innerhalb der Oxispinelle bildet (Stand 2018). Ebenfalls in diese Gruppe gehören die nach 2018 beschriebenen Oxispinelle Chihmingit und Chukochenit sowie der Nichromit, dessen Name von der CNMNC der IMA noch nicht anerkannt worden ist.
Bereits in der letztmalig 1977 überarbeiteten 8. Auflage der Mineralsystematik nach Strunz gehörte der Spinell zur Mineralklasse der „Oxide und Hydroxide“ und dort zur Abteilung „Verbindungen mit M3O4- und verwandte Verbindungen“, wo er gemeinsam mit Gahnit, Galaxit und Hercynit in der Gruppe „Aluminium-Spinelle“ mit der Systemnummer IV/B.01a innerhalb der „Spinell-Reihe“ (IV/B.01) steht.
In der zuletzt 2018 überarbeiteten Lapis-Systematik nach Stefan Weiß, die formal auf der alten Systematik von Karl Hugo Strunz in der 8. Auflage basiert, erhielt das Mineral die System- und Mineralnummer IV/B.01-010. Dies entspricht der hier präziser definierten Abteilung „Oxide mit dem Stoffmengenverhältnis Metall : Sauerstoff = 3 : 4 (Spinelltyp M3O4 und verwandte Verbindungen)“, wo Spinell ebenfalls zusammen mit Gahnit, Galaxit und Hercynit die Gruppe der „Aluminat-Spinelle“ mit der Systemnummer IV/B.01 bildet.
Auch die von der International Mineralogical Association (IMA) zuletzt 2009 aktualisierte 9. Auflage der Strunz’schen Mineralsystematik ordnet den Spinell in die Abteilung „Metall : Sauerstoff = 3 : 4 und vergleichbare“ ein. Diese ist weiter unterteilt nach der relativen Größe der beteiligten Kationen, so dass das Mineral entsprechend seiner Zusammensetzung in der Unterabteilung „Mit ausschließlich mittelgroßen Kationen“ zu finden ist, wo es zusammen mit Chromit, Cochromit, Coulsonit, Cuprospinell, Filipstadit, Franklinit, Gahnit, Galaxit, Hercynit, Jakobsit, Magnesiochromit, Magnesiocoulsonit, Magnesioferrit, Magnetit, Manganochromit, Qandilit, Trevorit, Ulvöspinell, Vuorelainenit und Zincochromit die „Spinellgruppe“ mit der Systemnummer 4.BB.05 bildet.
In der vorwiegend im englischen Sprachraum gebräuchlichen Systematik der Minerale nach Dana hat Spinell die System- und Mineralnummer 07.02.01.01. Das entspricht ebenfalls der Klasse der „Oxide und Hydroxide“ und dort der Abteilung „Mehrfache Oxide“. Hier findet er sich innerhalb der Unterabteilung „Mehrfache Oxide (A+B2+)2X4, Spinellgruppe“ in der „Aluminium-Untergruppe“, in der auch Galaxit, Hercynit und Gahnit eingeordnet sind.

## Kristallstruktur

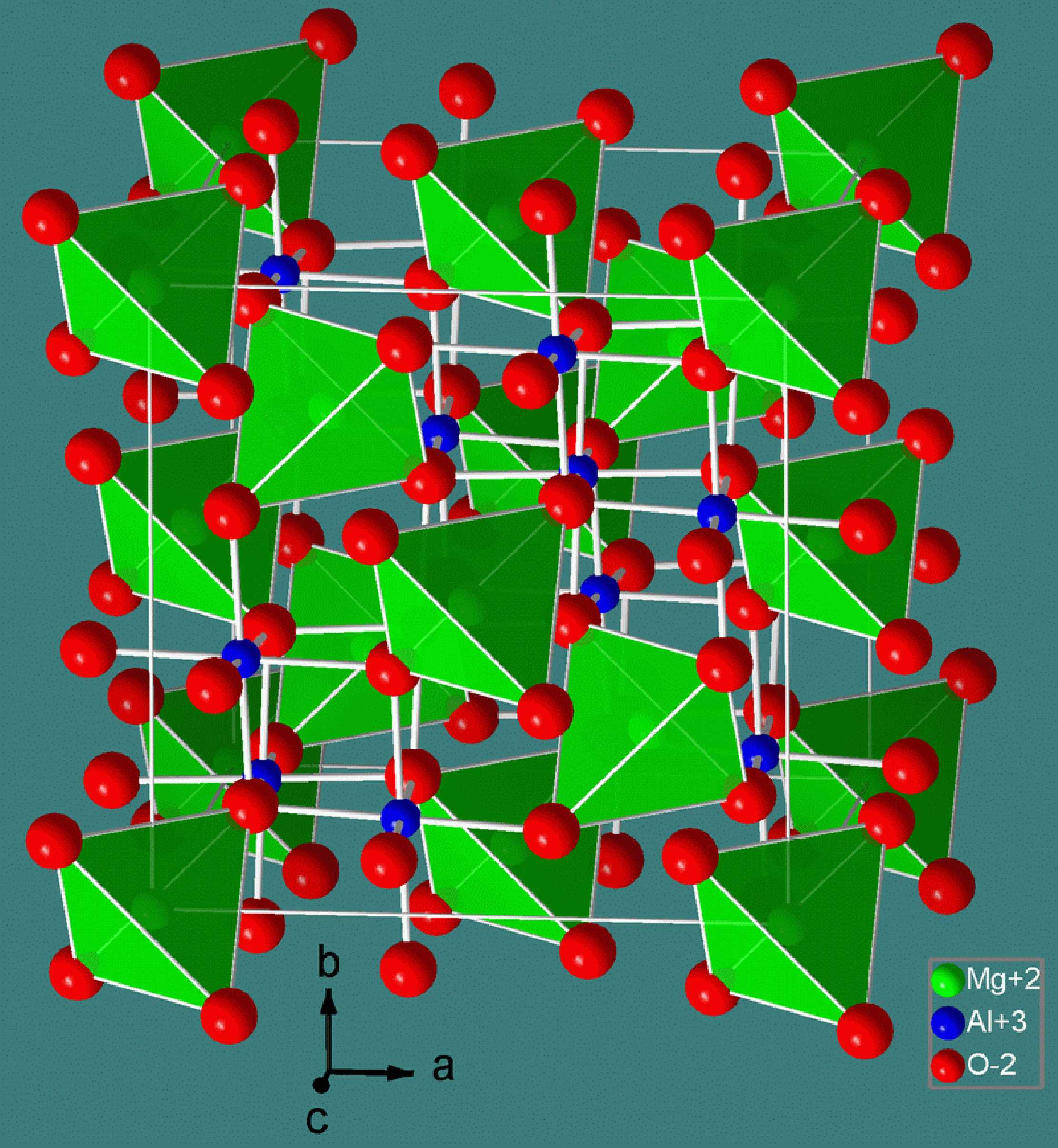
Elementarzelle des Magnesiumaluminats

Spinell kristallisiert isotyp mit Magnetit im kubischen Kristallsystem in der Raumgruppe Fd3m (Raumgruppen-Nr. 227) mit dem Gitterparameter a = 8,09 Å sowie acht Formeleinheiten pro Elementarzelle.

## Modifikationen und Varietäten
Reiner Spinell ist farblos. Die Stöchiometrie der chemischen Formel ist jedoch in weiten Grenzen variabel, das heißt Magnesium oder Aluminium können in verschiedenen Mengenanteilen vorliegen oder auch durch eigentlich formelfremde Kationen ersetzt sein. Besonders große Überschüsse von Aluminiumkationen können in ihm gelöst sein. Ein Magnesiumüberschuss ist nur bei extrem hohen Temperaturen (ab ca. 1500 °C) möglich.
Dadurch ergibt sich eine große Bandbreite an möglichen Farben, die von Violett über Rot bis Rosa, Gelb sowie von Grün über Blau nach Braun bis Schwarz reichen. Einige Farbvarietäten erhielten eigene Bezeichnungen und sind auch im Schmuckstein-Handel verbreitet.
- „Edler Spinell“ oder „Rubinspinell“ erhält seine kräftige hell- bis dunkelrote Farbe durch diadochen Ersatz von Al2O3 durch Spuren von Cr2O3.[9]
  - „Almandinspinell“ ist eine aus dem 19. Jahrhundert stammende Bezeichnung für dunkelrote Spinelle mit einem Stich ins Blaue oder Violette.[11]
  - „Balas-Rubin“ bzw. „Balasrubin“ ist eine veraltete Bezeichnung für einen rosafarbenen bis blassroten Edelstein, die sich etwa um 1200 n. Chr. verbreitete und als Abgrenzung für einen „Karfunkel“ bzw. Rubin von minderer Schönheit diente.[11] Da diese Bezeichnung irreführend ist, wird sie inzwischen von der CIBJO abgelehnt und im Edelsteinhandel im Gegensatz zur alternativen Bezeichnung „Balas-Spinell“[8] kaum noch gebräuchlich.
  - „Rubicell“ oder auch „Rubacell“ als Verkleinerungsform aus dem französischen rubis bzw. rubace (Rubin) sind seit dem 17. Jahrhundert als Bezeichnung für gelborange bis gelbrote, hyazinthähnliche Varietäten im Gebrauch.[11]

- Blauer Spinell oder auch „Saphirspinell“ erhält seine blaue Farbe durch Ersatz von MgO durch FeO bis zu 3,5 %.[9]

- Beim grünen Spinell oder auch „Chlorospinell“ (von altgriechisch χλωρός chlōrós „hellgrün, frisch“, nach Gustav Rose 1840[11]) sind Teile von MgO und Al2O3 durch Spuren von CuO und Fe2O3 von bis zu 15 %[9] ersetzt.

- „Pleonast“ (nach René-Just Haüy), auch Ceylanit (nach Jean-Claude Delamétherie 1793),[11] erhält durch größere Beimengungen von FeO und Fe2O3 seine braune bis schwarze Farbe.[9] Meist ist er zudem auch undurchsichtig.

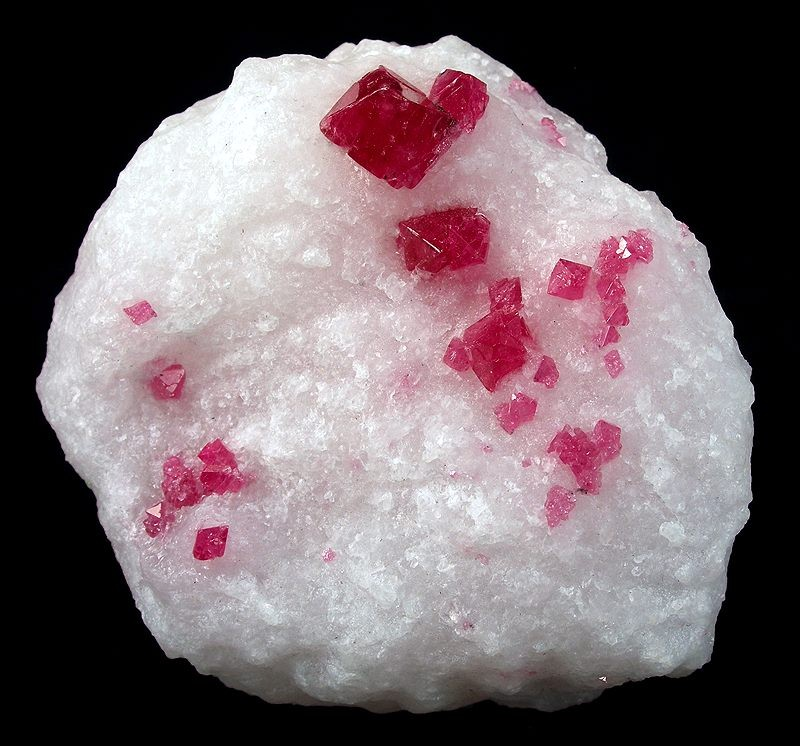
Roter Spinell im Muttergestein aus Luc Yen (Provinz Yen Bai), Vietnam (Größe: 6,2 cm × 5,9 cm × 2,9 cm)
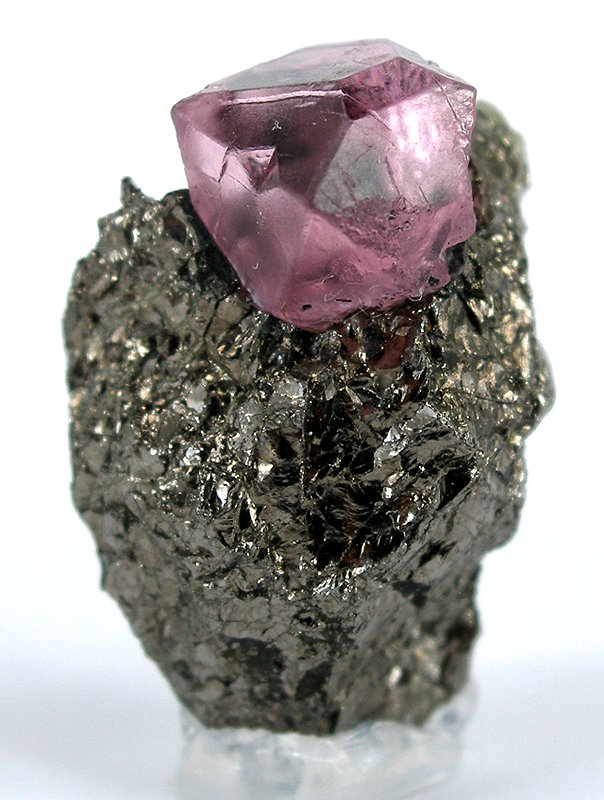
Rosafarbener Spinell auf Pyrrhotin aus Kuch-i-Lal, Distrikt Ischkaschim, Tadschikistan (Größe: 2,2 cm × 1,6 cm × 1,2 cm)
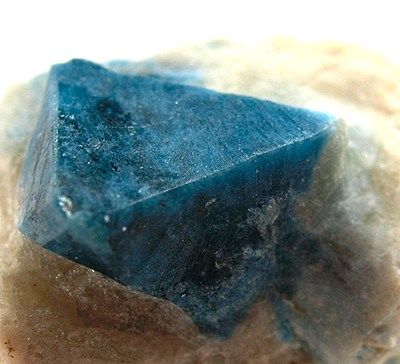
Himmelblauer Spinell aus Helena (Montana), USA (Gesamtgröße: 2,6 cm × 1,8 cm × 1,8 cm)
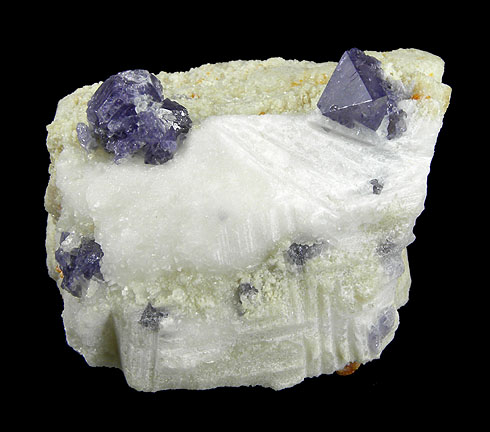
Violetter Spinell aus Ladjuar Medam, Sar-e-Sang, Badachschan, Afghanistan (Größe: 4,5 cm × 4,0 cm × 3,7 cm)
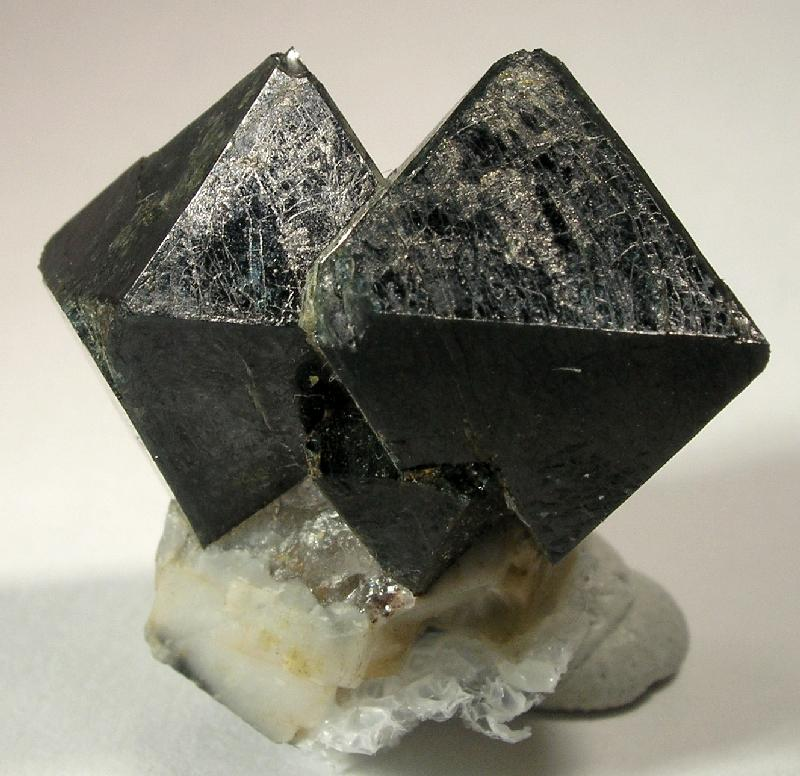
Schwarzer Spinell aus Franklin (New Jersey), USA (Größe 2,4 cm × 2,3 cm × 1,8 cm)

## Bildung und Fundorte
Spinell bildet sich als akzessorischer Bestandteil in ultrabasischen Gesteinen des oberen Erdmantels wie Basalt und Peridotit. Ebenso kann er kontaktmetasomatisch durch Verdrängung von Dolomit und Kalkstein oder kontaktmetamorph in Gneis und Marmor entstehen. In den betreffenden Gesteinen findet sich Spinell meist in Form eingewachsener, gut ausgebildeter, oktaedrischer Kristalle und seltener als Zwilling. Daneben kommt er in abgerollter, mehr oder weniger loser Form auch in Edelsteinseifen vor. Begleitminerale sind unter anderem Andalusit, Chondrodit, Forsterit, Korund, Phlogopit, Sillimanit und Skapolith.
Als häufige Mineralbildung sind Spinelle an vielen Fundorten anzutreffen, wobei bisher (Stand: 2014) rund 1600 Fundorte als bekannt gelten. Zu den bisher weltweit größten bekannten Spinell-Kristallen gehört ein rötlich-violettroter, flacher Kristallzwilling mit 17,8 cm Durchmesser, der 2005 bei An Phu im Bergbaurevier Lục Yên in der vietnamesischen Yên Bái gefunden wurde.
Bekannt aufgrund außergewöhnlicher Spinellfunde wurde auch das sibirische Aldanhochland mit Kristallfunden der Varietät Pleonast von bis zu 15 cm Größe. Bei Amity und Sterling Hill (New Jersey) in den USA wurden bis 14 kg schwere bzw. 12 cm große Kristalle gefunden. Bekannt wurden auch Ratnapura in Sri Lanka und Mogok in Myanmar, sowie Kukh-i-Lal (Tadschikistan) im Pamirgebirge für ihre violetten und roten Kristallfunde von besonders hoher Schmucksteinqualität und Größen zwischen 2 und 5 cm. Eine besondere Rarität stellen die schwarzen und graublauen bis violetten Sternspinelle mit vier- und sechsstrahligem Asterismus dar, die bisher vor allem auf Sri Lanka gefunden wurden.
In Deutschland trat das Mineral bisher in mehreren Steinbrüchen bei Bötzingen, Horben, Immendingen, Schelingen, Scharnhausen und vom Katzenbuckel in Baden-Württemberg; an vielen Stellen im Fränkischen Wald und Niederbayern; bei Hochstädten und Kilsbach in Hessen; an mehreren Fundpunkten in der Umgebung von Bad Harzburg in Niedersachsen; im Siebengebirge von Nordrhein-Westfalen; an vielen Orten in der Eifel in Rheinland-Pfalz; bei Waldheim, Dresden, Hinterhermsdorf, Pöhla (Schwarzenberg) sowie an den Greifensteinen und am Löbauer Berg in Sachsen und am Kammberg bei Joldelund in Schleswig-Holstein auf.
In Österreich kennt man Spinell unter anderem aus Lölling und Kollnitz (Gemeinde Sankt Paul im Lavanttal) in Kärnten; von mehreren Stellen im Dunkelsteinerwald und im Waldviertel in Niederösterreich; vom Totenkopf (Hohe Tauern) in Salzburg; vom Stradner Kogel, aus einem Steinbruch bei Klöch, der „Grube Breitenau“ am Hochlantsch und aus einem Steinbruch bei Stubenberg in der Steiermark; einer Schlackenhalde bei St. Gertraudi in Tirol sowie von mehreren Stellen im Mühlviertel in Oberösterreich.
In der Schweiz fand sich das Mineral bisher vor allem in den Kantonen Graubünden, Tessin und Wallis.
Weitere Fundorte liegen unter anderem in Afghanistan, Ägypten, Albanien, Algerien, der Antarktis, Argentinien, Aserbaidschan, Australien, Belgien, Bolivien, Bosnien und Herzegowina, Botswana, Brasilien, Bulgarien, China, der Demokratischen Republik Kongo (Zaire), auf Fidschi, Finnland, Frankreich, Französisch-Guayana und Französisch-Polynesien, Griechenland, Grönland, Indien, Iran, Irak, Irland, Israel, Italien, Japan, Jemen, Kambodscha, Kanada, Kasachstan, Kenia, Lesotho, Libyen, Madagaskar, Malawi, Marokko, Mexiko, Namibia, Nepal, den Niederlanden, Neukaledonien, Neuseeland, Nigeria, Nordkorea, Norwegen, Oman, Pakistan, Palästina, Papua-Neuguinea, Peru, Polen, Rumänien, Russland, Schweden, Simbabwe, der Slowakei, Spanien, Südafrika, Sudan, Surinam, Taiwan, Tansania, Thailand, Tschechien, der Türkei, Uganda, der Ukraine, Ungarn, Usbekistan, Venezuela, im Vereinigten Königreich (UK), den Vereinigten Staaten von Amerika (USA) und der Zentralafrikanischen Republik.
Auch in Gesteinsproben vom Ostpazifischen Rücken (Ultramafischer Komplex „Hess-Tiefe“) sowie außerhalb der Erde im Kometenstaub von Wild 2 und in Gesteinsproben vom Mond, die die Apollo 14 und Apollo-16-Missionen mitbrachten, konnte Spinell nachgewiesen werden.
In der einschlägigen Literatur wird darüber hinaus häufiger die γ-Phase von Olivin, die bei hohen Drücken entsteht und die dominierende Mineralphase im unteren Teil der Übergangszone des Erdmantels zwischen ca. 520 und 660 km Tiefe ist, als Spinell bezeichnet, da ihre Kristalle ebenfalls die Spinellstruktur aufweisen. Wegen der unterschiedlichen chemischen Zusammensetzung ist diese Bezeichnung jedoch mineralogisch nicht korrekt.

## Verwendung

### Als Schmuckstein

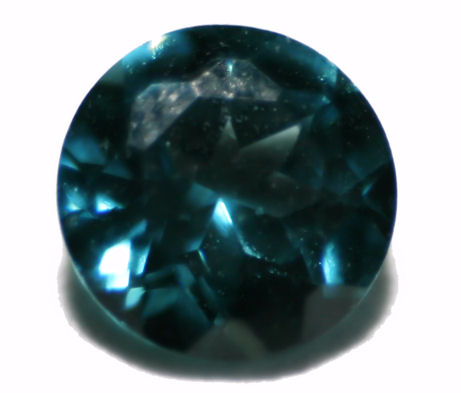
Grüner Spinell im Facettenschliff

Lupenreine Spinelle sind begehrte, aber seltene Schmucksteine. Rote Spinelle weisen dabei eine äußerliche Ähnlichkeit zu Rubinen auf. So stellten sich beispielsweise der lange für einen Rubin gehaltene „Black Prince´s Ruby“ (Rubin des Schwarzen Prinzen) in der Imperial State Crown und der „Timur Ruby“ in einer Halskette aus den Britischen Kronjuwelen sowie einige tropfenförmige Edelsteine in der Wittelsbacher Krone als Spinelle heraus.

#### Große und berühmte Spinelle
| Name                                                | Gewicht roh/geschliffen in Karat | Fundjahr        | Fundland                                                        | Bemerkung                                                                                             |
| --------------------------------------------------- | -------------------------------- | --------------- | --------------------------------------------------------------- | --- |
| „Black Prince´s Ruby“                               | ca. 140                          |                 | wahrscheinlich Badachschan, Afghanistan                         | poliert und gebohrt, Bestandteil der Britischen Kronjuwelen, Imperial State Crown                     |
| Katharina–Spinell                                   | 146,43                           | Ende der 1980er | am Pjandsch südlich von Chorugh im Pamir-Gebirge, Tadschikistan | facettiert, in Privatbesitz                                                                           |
| Samaria-Spinell                                     | 500                              |                 | wahrscheinlich Badachschan, Afghanistan                         | poliert und gebohrt, Bestandteil der Persischen Kronjuwelen                                           |
| „Timur Ruby“                                        | 352,50                           |                 | wahrscheinlich Badachschan, Afghanistan                         | poliert und graviert mit den Namen der Vorbesitzer, Bestandteil der Britischen Kronjuwelen, Halskette |
| Zwei unbenannte Rohsteine (abgerollt bzw. Oktaeder) | 520/–                            |                 |                                                                 | Ausgestellt im British Museum                                                                         |
| Spitze der russischen Zarenkrone                    | 398,72                           |                 |                                                                 | Ausgestellt im Diamantenfond der Rüstkammer des Moskauer Kremls                                       |

### Weitere Verwendung
Aufgrund seiner hohen Härte und chemischen Beständigkeit sowie seines hohen Schmelzpunktes von 2135 °C werden synthetische Spinelle für feuerfeste und gasdichte Technische Keramiken verwendet.

## Manipulationen und Imitationen
Im Gegensatz zu Korunden (Saphir und die rote Varietät Rubin) werden Spinelle nur in seltenen Fällen erhitzt, da sich ihre Farben entweder unbedeutend oder nicht in die gewünschte Richtung verändern. Durch die Tatsache, dass typische Edelsteinqualitäten des Spinells vergleichsweise weniger trübende Einschlüsse aufweisen, ist auch ein weiterer Effekt der Erhitzung, nämlich die Transparenzverbesserung durch Aufschmelzen der eingeschlossenen Fremdkristalle, nur für wenige Fälle dokumentiert. Im Fachhandel gelten natürliche Spinelle noch allgemein als unbehandelt. Ausnahmen existieren jedoch im Premiumsektor bei bestimmten Farbvarianten bestimmter Fundstellen. Hochpreisige Spinelle werden aber meist durch ein gemmologisches Labor zertifiziert, wo sowohl erhitzte als auch synthetische Spinelle wegen der einhergehenden Strukturveränderung, die bereits bei 750 °C einsetzt, mittels Raman-Spektroskopie sicher von unbehandelten Spinellen unterschieden werden.
Synthetische Spinelle für die Schmuckindustrie werden seit den 1920er Jahren nach dem Verneuil-Verfahren hergestellt, wobei Aluminiumoxid (Korund, Al2O3) und Magnesiumoxid (Periklas, MgO) zu Spinell (MgAl2O4) reagieren. Mithilfe weiterer Zusätze lassen sich die jeweils gewünschten Farbvarietäten erzeugen wie unter anderem Co2O3 für blaue und Ni2O3 für hellgrüne Spinelle, um beispielsweise Aquamarin, Granat, Rubin, Saphir, Smaragd, verschiedene Turmaline und selbst Mondstein zu imitieren. Seit den 1950ern kann zudem Lapislazuli durch synthetischen Sinter-Spinell nachgeahmt werden.
Unter dem Polarisationsmikroskop zeigen mit dem Verneuil-Verfahren synthetisierte Spinelle allerdings immer eine typische anormale Spannungs-Doppelbrechung und lassen sich dadurch von natürlichen Spinellen unterscheiden.